# Poliparafenilensolfuro

Polifenilen solfuro

Il poliparafenilensolfuro o PPS è un tecnopolimero termoplastico per alte prestazioni con notevoli proprietà di resistenza agli agenti chimici, alla fiamma ed al vapore acqueo, particolarmente adatto per lo stampaggio ad iniezione.

## Proprietà
Ne esistono varie qualità, contenenti differenti cariche che ne migliorano sia le proprietà inerenti come la resistenza chimica, sia le proprietà meccaniche anche a temperature elevate, ad esempio stabilità dimensionale e stampabilità, sia le proprietà elettriche non influenzate dalla umidità.

## Utilizzi
Il PPS è utilizzato per componenti dell'industria automobilistica, parti elettriche ed elettroniche, componenti di elettrodomestici, corpi e giranti di pompe, valvole ed elettrovalvole specialmente quando sia richiesta resistenza ad agenti chimici, vapore e temperature elevate, nonché a fluidi liquidi e gassosi corrosivi, e numerosi altri impieghi.